# Fernando Lázaro Carreter

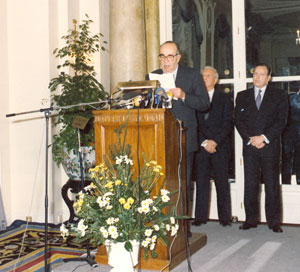
Fernando Lárazo Carreter (1994)

Fernando Lázaro Carreter (* 13. April 1923 in Saragossa; † 4. März 2004 in Madrid) war ein spanischer Autor, Romanist, Hispanist, Sprach- und Literaturwissenschaftler. Er war Autor dreier Theaterstücke.

## Leben und Werk
Lázaro Carreter ging bis 1941 in Saragossa zur Schule (einer seiner Lehrer war José Manuel Blecua Teijeiro). Er studierte an der Universität Saragossa (bei Ynduráin Hernández) und ab 1943 an der Universität Madrid. 1947 wurde er dort von Dámaso Alonso promoviert mit der Arbeit Las ideas lingüísticas en España durante el siglo XVIII (Madrid 1949, Barcelona 1985).
Lázaro Carreter war ab 1949 Professor an der Universität Salamanca (von 1962 bis 1968 auch Dekan). Von 1971 bis 1978 lehrte er an der Autonomen Universität Madrid, dann bis zu seiner Emeritierung 1988 an der Universität Complutense.
Lázaro Carreter war ab 1972 Mitglied der Real Academia Española und von 1992 bis 1998 ihr Präsident. Er war Ehrendoktor zahlreicher Universitäten und erhielt verschiedene Auszeichnungen und Preise, u. a. den Creu-de-Sant-Jordi-Preis (1983).
Preise, Schulen, Bibliotheken und Straßen tragen seinen Namen. Sein Grab befindet sich in Magallón in der Provinz Saragossa.

## Auszeichnungen
- Ehrendoktor der Universitäten Saragossa, Salamanca, Autónoma de Madrid, Valladolid, La Laguna, Buenos Aires, A Coruña, Universidad Nacional Mayor de San Marcos[1]
- Kommandeur des Ordre des Arts et des Letres[1]
- Großkreuz des Orden Alfons X. des Weisen

## Werke (Auswahl)
- Diccionario de términos filológicos. Madrid 1953; zahlreiche Auflagen.
- als Hrsg.: Teatro medieval. Textos íntegros en versión de Dr. D. Fernando Lázaro Carreter. Madrid 1958.
- Menéndez Pelayo. Su época y su obra literaria. 2 Bde., Salamanca 1961.
- mit Evaristo Correa Calderón: Vida y obra del Fénix. Salamanca 1961.
- Estilo barroco y personalidad creadora. Góngora. Quevedo. Lope de Vega. Madrid 1966, 1974.
  - (italienisch) Stile barocco e personalità creatrice. Bologna 1991.
- Lope de Vega; introducción a su vida y obra. Salamanca 1966.
- mit Evaristo Correa Calderón: Literatura española contemporánea. Salamanca 1968.
- mit Evaristo Correa Calderón: Lengua y literatura españolas. Salamanca 1971.
- Lengua española. Historia, teoría y práctica. 2 Bde.,  Salamanca 1971–1972.
- «Lazarillo de Tormes» en la picaresca. Barcelona 1972.
- mit Evaristo Correa Calderón: Cómo se comenta un texto literario. Madrid 1974.
  - (englisch) Writing about literary texts. A practical guide for students of Spanish. Madrid 1986.
- Estudios de Poética: la obra en sí. Madrid 1976.
- Qué es la literatura? Santander 1976.
- Curso de lengua española. Madrid 1978.
- Manual de estilo. Madrid 1978.
- Estudios de Lingüística. Barcelona/Madrid 1980.
- De poética y poéticas. Madrid 1990.
- El dardo en la palabra. Barcelona 1997.
- Clásicos españoles de Garcilaso a los niños pícaros. Madrid 2002 (Sammelschrift)
- El nuevo dardo en la palabra. Barcelona 2003
- Azaña, Lorca, Valle y otras sombras. Madrid 2004